# Aceralia
Aceralia Corporación Siderúrgica era el grupo siderúrgico español que actualmente forma ArcelorMittal Asturias, integrado en la multinacional ArcelorMittal.

## Historia

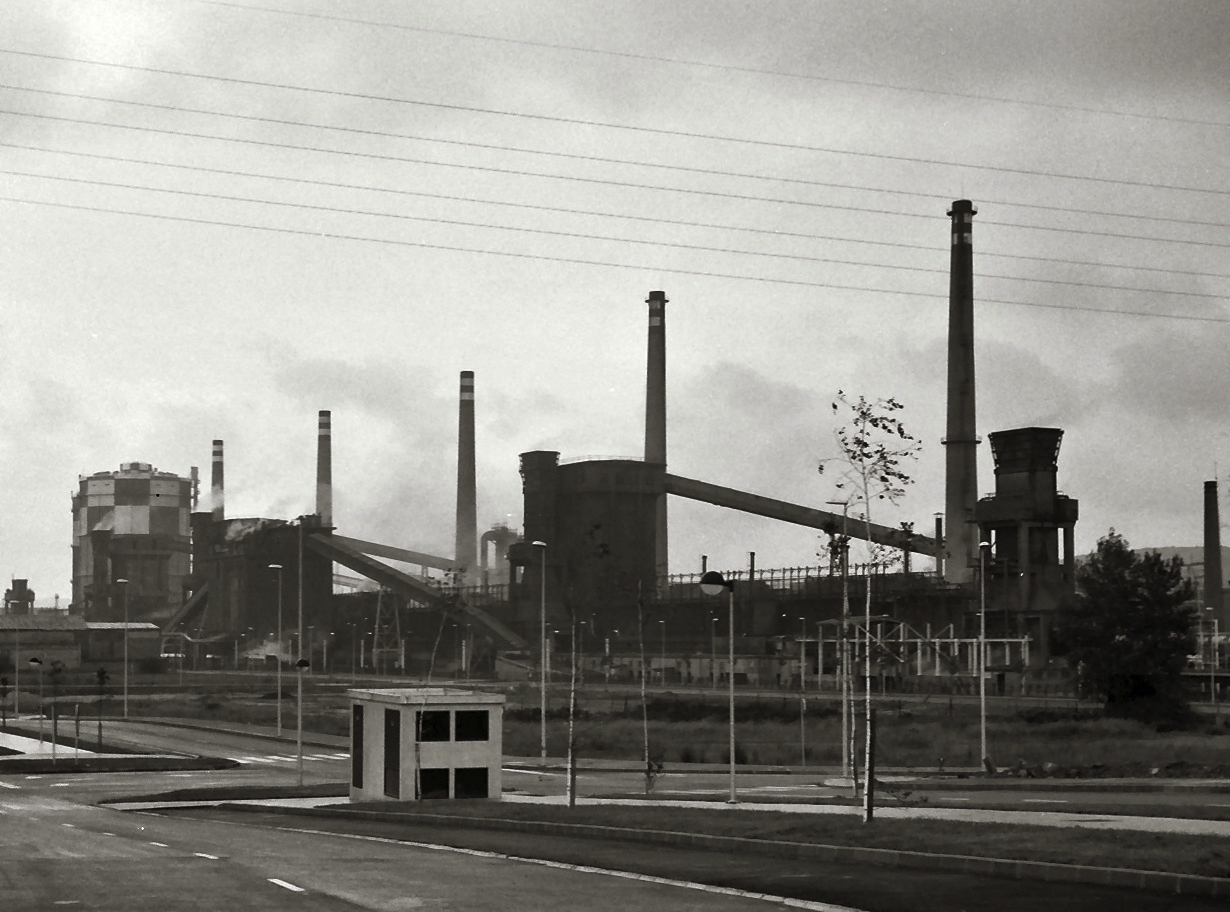
Antigua Ensidesa de Avilés, hoy Arcelor-Mittal

En 1950 se constituye en Avilés la Empresa Nacional Siderúrgica Sociedad Anónima (Ensidesa), constituida con el objeto de reforzar el desarrollo económico de España en la década de los 60. El 24 de septiembre de 1957 se inaugura el primer horno alto de Ensidesa, llamado "Carmen", en honor a Carmen Polo, quien lo inauguró. Esto produjo la construcción de nuevas localidades cercanas a la ría de Avilés y el desarrollo de dicha ciudad. Ensidesa pasa a ser una importantísima siderurgia tras absorber en 1973 a Uninsa de Veriña, integrada por la Fábrica de Moreda, la Fábrica de Mieres y la Fábrica de La Felguera (de la empresa Duro Felguera). 
En diciembre de 1994, como consecuencia de la ejecución del Plan de Competitividad Conjunto AHV - Ensidesa, se constituye el grupo Corporación Siderúrgica Integral (CSI), mediante la valorización de los activos rentables, cuyas actividades se inician en 1995. La reorganización de CSI da lugar en 1997 a la creación de Aceralia Corporación Siderúrgica. 
Siendo en aquel momento un grupo de capital público, se inicia el proceso de privatización de Aceralia, que cuenta con importantes hitos:
- Alianza estratégica con el Grupo Arbed, una de las empresas siderúrgicas más importantes del mundo,
- Adquisición del Grupo Aristraín, primer fabricante español de perfiles metálicos.
- Compra del Grupo Ucín, primer fabricante de redondo corrugado y tren de alambrón.

Tras este proceso Aceralia se convirtió en el mayor fabricante de acero en España, con una producción de casi 10 millones de toneladas.
Posteriormente se une a los grupos siderúrgicos Arbed y Usinor para dar lugar al nacimiento de Arcelor, uno de los más importantes grupos siderúrgicos del mundo. El proyecto de integración se materializó el 18 de febrero de 2002 con la cotización en Bolsa del nuevo grupo. Posteriormente, en 2006, pasó a formar parte del conglomerado siderúrgico de ArcelorMittal como ArcelorMittal Asturias.